# Appellhofplatz
Der Appellhofplatz ist ein geschichtsträchtiger Platz in Köln-Altstadt-Nord. Die ihn umschließende Straße mit dem Namen „Appellhofplatz“ ist 268 Meter lang und umringt den Platz – bis auf einen Teil der Straße Burgmauer.

## Entstehungsgeschichte

Der Rheinische Appellationsgerichtshof zu Cöln (1826)

Der Name ist auf den von Johann Peter Weyer hier errichteten „Rheinischen Appellationsgerichtshof zu Cöln“ zurückzuführen, der am 6. November 1826 seiner Bestimmung übergeben wurde. Im Jahre 1824 begannen die Bauarbeiten für dieses Justizgebäude im Weingarten des ehemaligen, vor 1820 im Rahmen der Säkularisation niedergelegten Mariengartenklosters an der Mariengartengasse, wo bei Ausschachtungsarbeiten römische Steindenkmäler entdeckt wurden. Im Volksmund wurde das Gebäude des Appellationsgerichtshofs schon bald verkürzt „Appellhof“ genannt, auch für den südlich hiervon gelegenen Platz setzte sich der Name durch und wurde schließlich als offizielle Straßenbezeichnung übernommen.
An der Stelle des Appellationsgerichtshofs stand vorher ein römischer Torturm. Er gilt als frühes Nebentor des Nordtores der römischen Stadtmauer und eröffnete möglicherweise eine Straßenführung in Richtung der heutigen Subbelrather Straße. Er besaß eine 4,40 Meter breite Durchfahrt, die sich nach oben auf 3,78 Meter verengte. Bereits die ältere Forschung nahm hier ein Tor an; von ihm aus lief eine römische Straße in Nord-West-Richtung nach Longerich, Bocklemünd und Stommeln, welche als römische Siedlungen bekannt sind. Als Tor verlor das Bauwerk schon zum Ende der Römerzeit seine Bedeutung. Es wurde 1292 als „Aldenwich(h)us“ bezeichnet und war zum Beginn des 14. Jahrhunderts im Besitze des Heinrich vom Cusin (Henricus de Cusino) und seiner Frau Benigna, der den „Cusin-Wich(h)us“ am 18. November („octava sancti Martini“) 1316 zur Aufnahme von zwei Beginen bestimmte. Aus dieser ersten „Zelle“ im Turm entstand 1334 das Kloster zur Zelle, das vor 1824 für den Bau des Justizgebäudes niedergelegt wurde. Hier fand man 1828 einen zwischen 89 und 120 n. Chr. gewidmeten Dianenaltar. Durch die Säkularisation musste die zum Brauweiler Hof gehörende Kapelle an der Burgmauer Nr. 9 (ehemals Nr. 4312; bezeugt seit 1255) geschlossen werden, wurde 1890 abgerissen und das Gelände von der Stadt mit dem Gelände am Appellhofplatz zu dessen Vergrößerung zusammengelegt. Die auf dem Gelände zwischen Burgmauer, Mariengartengasse, Röhrergasse und Appellhofplatz durchgeführten Bodenuntersuchungen ergaben bereits 1887 ansonsten „keine erheblicheren Spuren von römischen Haus- und Bauresten, geschweige denn von Monumentalbauten“.

## Bauwerke

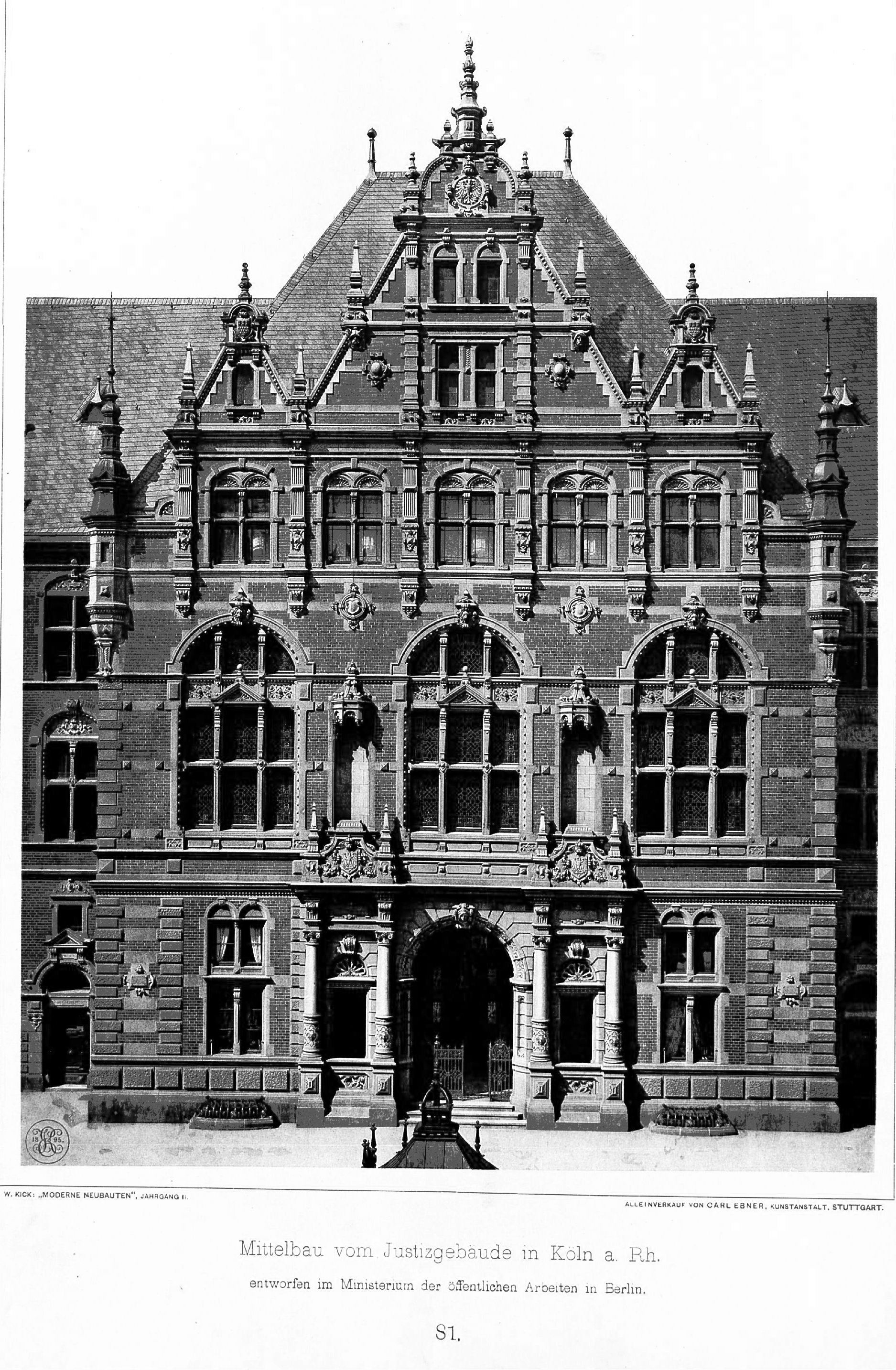
Appellationsgericht, Hauptfront (1898)

Der Appellationsgerichtshof beherbergte sämtliche Kölner Gerichte einschließlich Generalstaatsanwaltschaft und Staatsanwaltschaft, ausgenommen die Friedensgerichte (Amtsgericht Köln). Land- und Handelsgericht waren im eingeschossigen Neubau auf dem Gelände des ehemaligen Klosters Mariengarten untergebracht. Ein Garten vor dem Gerichtsgebäude wurde 1855 durch Anton Strauß angelegt.
Als Folge des sprunghaften Kölner Bevölkerungswachstums im Zuge der industriellen Revolution sowie durch die Reichsjustizgesetze von 1879 war der Raumbedarf der Justizeinrichtungen erheblich angestiegen, so dass ein größerer Neubau notwendig wurde. Ab 1883 entstand deshalb an derselben Stelle (Appellhofplatz Nr. 1) ein neuer Bau von Paul Thoemer/Rudolf Mönnich. Der Einweihung des nördlichen Gebäudeflügels im September 1887 folgte ein südlicher Flügel, der allein Baukosten von 1,48 Millionen Mark verschlang. Das im Stil niederländischer Renaissance erbaute konkave Gerichtsgebäude wurde im Juli 1893 seiner Bestimmung übergeben. Doch bereits im Jahr seiner Eröffnung war es erneut zu klein. Deshalb zog das Oberlandesgericht Köln im Oktober 1911 in ein neues Justizgebäude am Reichenspergerplatz in der Neustadt-Nord.

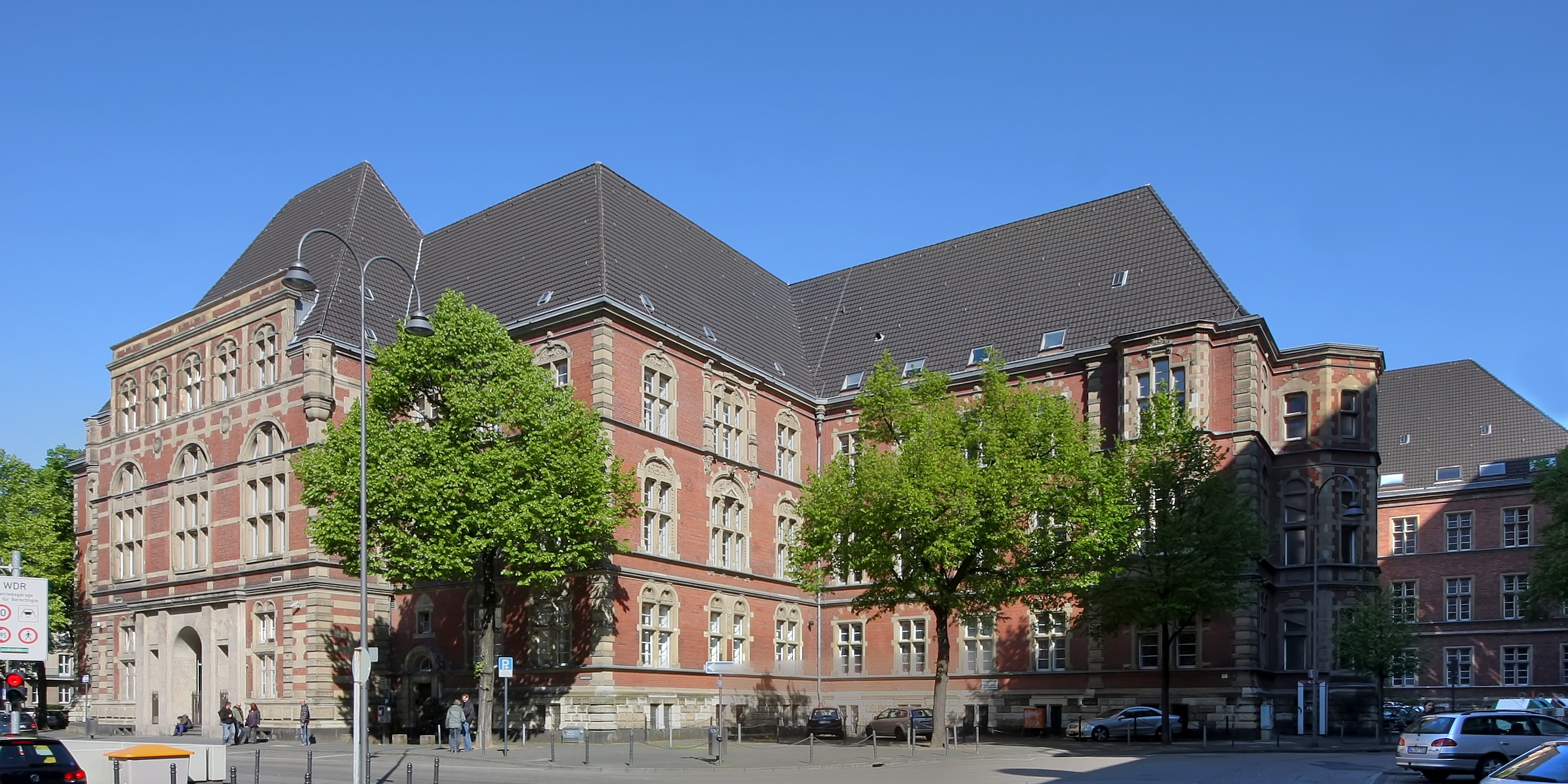
Südfassade des Justizgebäudes (2011)

Im Zweiten Weltkrieg wurde das Gebäude am Appellhofplatz von Bomben getroffen und 1945 stark vereinfacht wiederaufgebaut. Bis März 1981 waren hierin die Strafjustiz und das Landgericht Köln untergebracht, sie bezogen einen Gebäudekomplex an der Luxemburger Straße. In die freiwerdenden Gebäudeteile zogen das Verwaltungsgericht Köln und das Finanzgericht Köln ein. Am 17. März 1981 wurden die bis dahin vom Landgericht genutzten Räumlichkeiten an das Verwaltungsgericht Köln übergeben. Das Finanzgericht Köln nutzte das Gebäude zunächst nur mit wenigen Spruchkörpern, bevor es seinen Sitz mit dem offiziellen Einzug im November 1995 in den Appellhof verlegte. Für diese Nutzung durch die beiden neu einziehenden Fachgerichte erfuhr das Justizgebäude nach langwierigen Vorplanungen unter Berücksichtigung des Denkmalschutzes in den Jahren von 1988 bis 1995 seine bisher umfangreichsten Erweiterungs-, Umbau- und Sanierungsarbeiten.

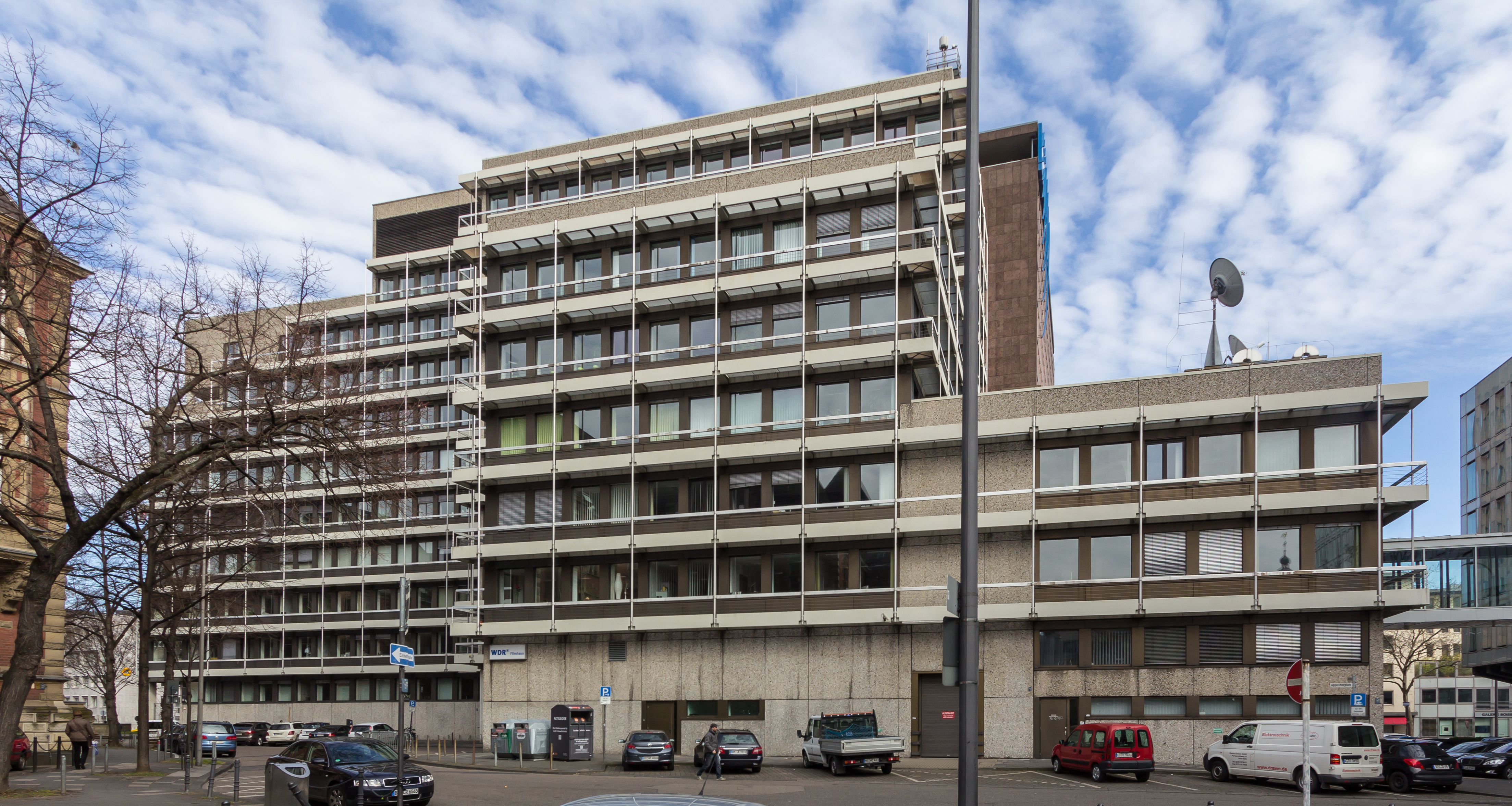
WDR-Filmhaus

Es waren vor allem die Strafverfahren der Vor- und Nachkriegszeit, die für die Kölner Bevölkerung das Bild von „ihrem Appellhof“ prägten. Spektakuläre Prozesse, bei denen insbesondere vor dem Schwurgericht über Schuld oder Unschuld angeklagter Mörder, Giftmischerinnen oder Räuber befunden wurde, lockten Massen von Zuschauern in die großen Sitzungssäle. Nach der Machtergreifung durch die Nationalsozialisten ab 1933 tagten im Appellhof bis 1945 sogenannte „Sondergerichte“. Sie urteilten praktisch ohne Bindung an Recht und Gesetz im Sinne des Naziterrors und fällten im Appellhof bis zum Kriegsende mindestens 123 politisch motivierte Todesurteile, teilweise aus nichtigem Anlass mit dem einzigen Ziel der Abschreckung. Die vereinzelt vertretene These, dass ein unterirdischer Gang das Justizgebäude mit der gegenüber gelegenen Gestapo-Zentrale im EL-DE-Haus verbunden habe, ist durch keine überprüfbaren Quellenangaben belegt. Insbesondere existieren – soweit ersichtlich – keine Veröffentlichungen, wonach in einem dieser beiden Gebäude Spuren des angeblichen Gangs gefunden worden wären. Solche Spuren hätte man aber finden müssen, etwa bei der in den beiden Gebäuden in den letzten Jahren erfolgten Kellersanierungen oder bei dem U-Bahnbau in der Neven-DuMont-Straße.
Im Juni 1963 publizierte der WDR seine baulichen Expansionspläne, die eine Bebauung zwischen Wallrafplatz, Appellhofplatz und Nord-Süd-Fahrt vorsahen. Die projektierten Gebäude mit Hochhauscharakter waren heftig umstritten. An Nr. 1 wurde schließlich ab 1966 das am 27. Juni 1970 in Betrieb genommene sechs- bis neungeschossige Vierscheibenhaus errichtet. Es war ursprünglich als Hochhaus geplant, musste jedoch wegen der „perspektivischen Konkurrenz zum Dom“ verkleinert werden. Es besteht aus vier nebeneinandergestellten Gebäudescheiben, von denen alle vier nur von der Kopfseite aus zu sehen sind. Das dominanteste aller WDR-Gebäude steht an der offiziellen Anschrift des WDR, nämlich Appellhofplatz 1, 50667 Köln. Es folgte 1974 das WDR-Filmhaus in Nr. 2. Das elfgeschossige Filmhaus wurde 1974 als Büro- und Produktionskomplex errichtet und verfügt über eine Bruttofläche von 25 600 m².

## Geschichte
Der in ganz Köln berühmte Schneidermeister Lupus (1802–1887) bewohnte das Haus Langgasse Nr. 18. Im Jahre 1905 kaufte die Kölner Bürgergesellschaft AG das Haus Nr. 28. Das EL-DE-Haus (Nr. 23–25) wurde gegen den Willen seines Eigentümers Leopold Dahmen am 1. Dezember 1935 Sitz der Gestapo (bis März 1945). Das noch nicht fertiggestellte Gebäude wurde jedoch nicht enteignet, sondern beschlagnahmt. Die Gestapo ließ im Keller Gefängnis- und Folterräume sowie einen Galgen einrichten. In jeweils 4–9 m² kleinen Räumen wurden bis zu 33 Gefangene untergebracht. Die Bombenangriffe vom 8. Juli 1941 brachten in der Langgasse und am Appellhofplatz bis Nr. 21 schwere Schäden.

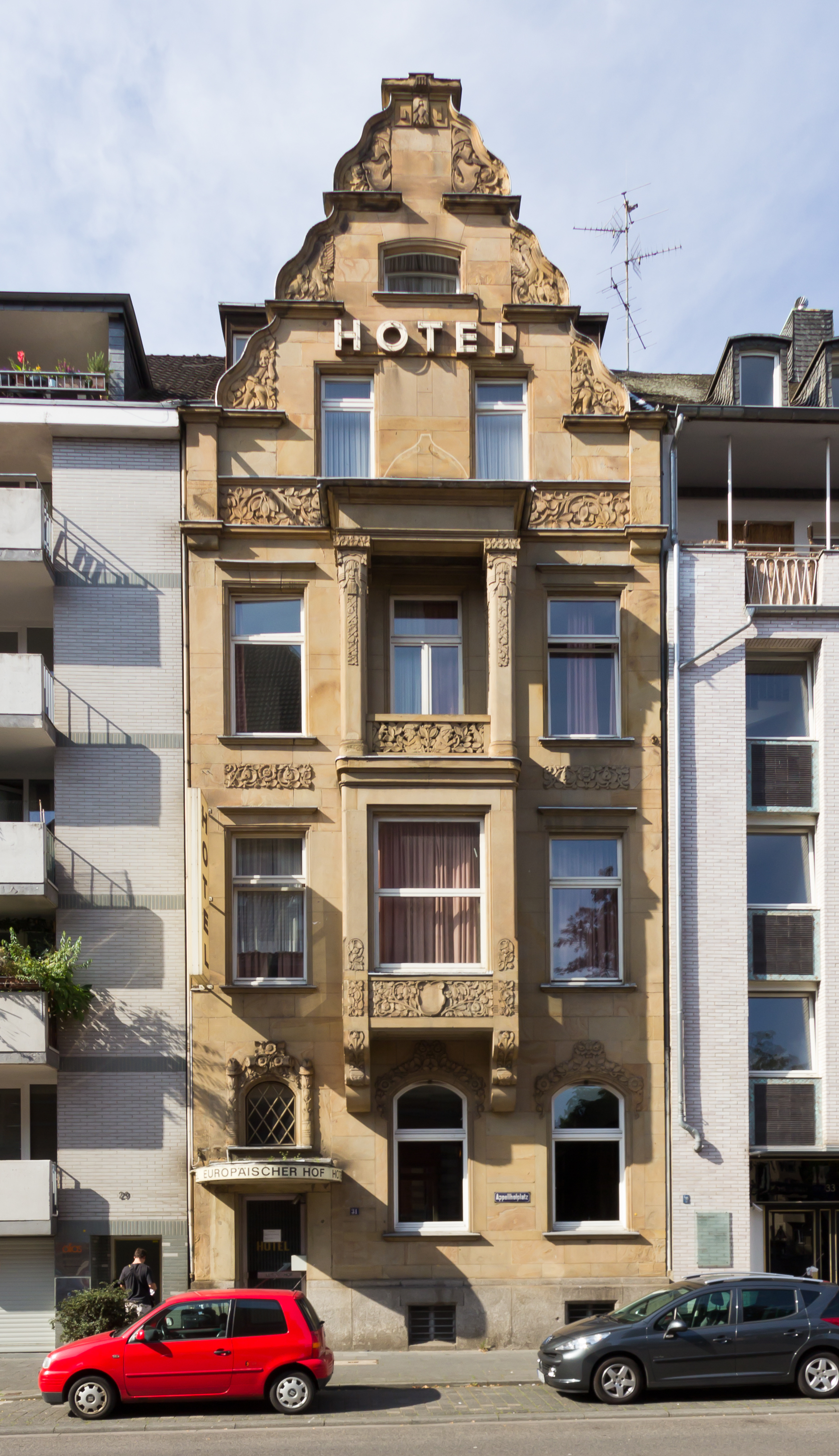
Appellhofplatz 31: Hotel Europäischer Hof

Am 7. Mai 1949 wurde am „Appellhof“ das letzte Todesurteil gesprochen, das jedoch nicht mehr – wie die mindestens 123 vorherigen – im Klingelpütz vollstreckt wurde. Auch der Strafprozess gegen Verantwortliche der Herstatt-Bank (insbesondere Iwan David Herstatt und Dany Dattel) fand – erstinstanzlich – vor dem Landgericht Köln statt. Er war exemplarisch für die Provokation von Verfahrenshindernissen durch die Machtkämpfe zwischen Verteidigung, Staatsanwaltschaft und Gericht. Die staatsanwaltschaftlichen Ermittlungen benötigten 5 Jahre, bis am 23. März 1979 der Prozess beginnen konnte. Der bekannteste Kölner NS-Prozess der Nachkriegszeit fand ab 23. Oktober 1979 noch im Landgericht am Appellhofplatz gegen die SS-Offiziere Kurt Lischka, Herbert Hagen und Ernst Heinrichsohn wegen Beihilfe zum Mord an französischen Juden statt. Die drei Angeklagten wurden am 11. Februar 1980 zu 10, 12 bzw. 6 Jahren Gefängnis verurteilt.
Am 4. Dezember 1981 wurde im Keller des EL-DE-Hauses eine Gedenkstätte eröffnet, das NS-Dokumentationszentrum der Stadt Köln zog hier am 19. September 1988 ein. Vor dem heutigen Gerichtsgebäude steht seit September 2009 das Deserteurdenkmal des Schweizer Grafikdesigners Ruedi Baur, das die Opfer der NS-Militärjustiz, Deserteure und Kriegsdienstverweigerer ehrt.

## Umbenennungspläne
Der Appellhofplatz ist repräsentativ für die Ausmaße, die eine Diskussion über eine Straßenumbenennung annehmen kann. Nachdem Heinrich Böll am 16. Juli 1985 verstorben war, sollte nach dem Kölner Ehrenbürger eine Straße benannt werden. Hierüber fanden zwischen Juli 1985 und Januar 1986 heftige, öffentlich geführte Auseinandersetzungen statt. Zunächst war die Hülchrather Straße (Stadtteil Neustadt-Nord im Agnesviertel) im Gespräch, wo Böll lange gewohnt hatte. Die Stadtverwaltung griff – nach weiteren Vorschlägen – schließlich den Appellhofplatz auf, worüber im September 1985 ein öffentlicher Streit ausbrach. Im Namen des Appellhofplatzes war und ist jedoch die gesamte Erinnerung hinterlegt, die sich an den einstigen Appellationsgerichtshof knüpft. Die Umbenennungspläne scheiterten schließlich im Stadtrat. Die Wahl fiel schließlich im September 1986 auf einen mit roten Steinen bepflasterten – noch unbenannten – Platz am Museum Ludwig, unter dem sich die Kölner Philharmonie befindet. Drei Aktenordner verwahrt das „Zentrale Straßennamenarchiv“ der Stadt allein über die Benennung einer Straße nach Heinrich Böll.

## Lage
Die das Gerichtsgebäude umschließende Straße am Appellhofplatz liegt nahe am U-Bahnhof Appellhofplatz und in der Nähe der Nord-Süd-Fahrt (Turiner Straße) sowie der Fußgängerzone der Breite Straße. Am Rande des Platzes liegt das Kölnische Stadtmuseum (Zeughausstraße 1–3).